# Ruta 51 (Uruguay)
La ruta N.º 51 es una de las rutas nacionales de Uruguay.

## Características

#### Trazado
La carretera recorre un pequeño tramo de 11 kilómetros en el departamento de Colonia en dirección general sur-norte, partiendo de la localidad balnearia de Playa Fomento y finalizando en la ruta 1 a la altura del kilómetro 118.600, próximo a Colonia Valdense. En su recorrido atraviesa principalmente áreas rurales dedicadas a la agricultura y lechería. Sirve de acceso a los balnearios costeros de Playa Fomento, Britópolis, Los Pinos y Blancarena.